# Solleric (Alaró)
Solleric és una possessió del terme d'Alaró, a la Serra de Tramuntana de Mallorca. Es troba a la vall del mateix nom, a l'est de la Vall d'Orient, entre Son Terrassa, Ca les Bieles, Son Bernadàs, Coma-sema, Cúber, els Tossals Verds, Son Ordines d'Almadrà, Son Cocó, Son Cadena, s'Olivaret i Son Bergues.

## Situació
Les cases estan situades a 382 m, en el començament del coster del Puig de Sant Miquel (660 m), molt prop de la petita plana del fons de la vall, recorreguda pel torrent de la Plana, que neix a la Vall de Coma-sema, entre na Franquesa (1.065 m) i la Rateta (1.113 m).
El Puig de Mors (831 m) i la seva carena marquen la separació amb Coma-sema, que s'allarga cap al nord-est per la Serra de Mors i el Pla de s'Homonot, fins prop del Coll des Bosc i arribant al torrent d'Almadrà. El torrent d'Almadrà, amb la Font des Pi, marca la separació amb es Tossals Verds, deixant sa Casa Nova dins la part de Solleric. La possessió actual incorpora els costers del Puig de Sa Corona i del Puig de sa Corretja, fins a arribar a Oliclar. Després volta pel costat est del Puig de Sant Miquel cap a les cases de sa Font Figuera i el torrent de Solleric, que és el nom que pren el torrent de sa Plana a partir de les cases de Solleric.
Davant les cases hi ha la part més plana i irrigada de la possessió, amb unes 40 quarterades. Els costers del Puig de Mors i del Puig de Sant Miquel estan coberts sobretot per un olivar antic, sovint d'oliveres centenàries, amb diversos graus d'abandonament, amb zones d'alzinar, pinar i roquissars de muntanya.

## El nom
En la primera documentació del segle xiii apareix com a Xullar o Xular, que pressuposa una forma Súller o Sóller, atès que la palatalització de la sibilant inicial és un fenomen característic i general en el romànic preàrab de les Balears. Per tant, l'afegit diminutiu -ic seria posterior, encara que també molt antic, potser amb finalitat de diferenciació respecte la vila de Sóller, més gran i important. En referència al significat d'aquest topònim, el del Solleric de Llucmajor i la vila de Sóller, sols en podem constatar la relació i poca cosa més.

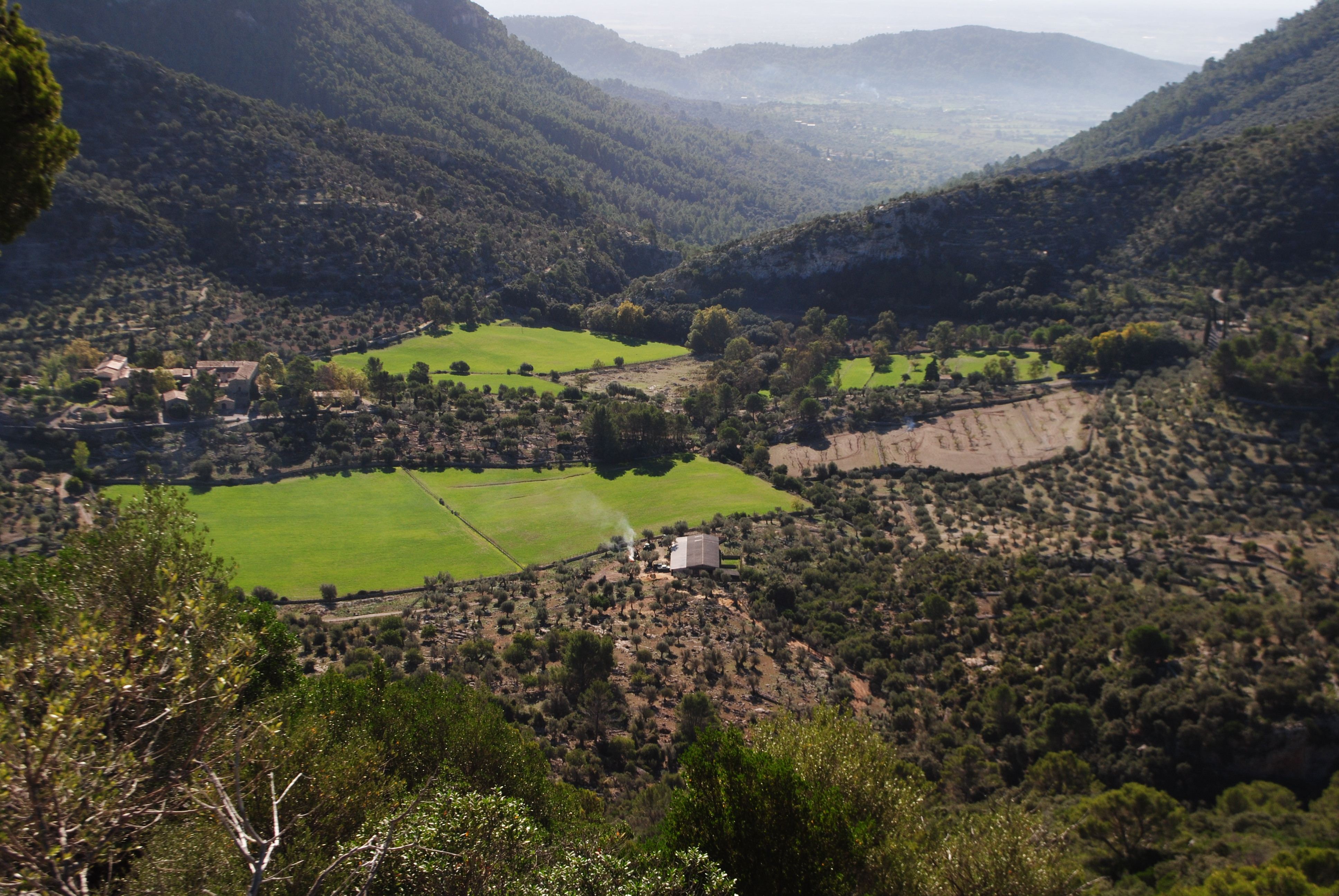
Les cases i el pla de Solleric

## Història
En el repartiment correspongué a Pere de Centelles (1232). En el segle xiii fou adquirida per Pere Guitard. El 1598 pertanyia a l'honor Miquel Reus de Solleric. Tenia cases, amb tafona i celler. El 1626 la possessió tenia més de 1.000 quarterades. El 1694 era de Marc Antoni Reus i Vallès. Confrontava amb s'Olivaret d'en Muntaner, Son Bernadàs, Son Terrassa, Coma Sema, es Tossals Verds i Oliclar. La seva principal producció era l'oli. Dins els alzinars hi tenia una guarda de 33 porcs d'engreix. El 1744 era de Marc Reus-Vallès i Berga, regidor perpetu de Palma, que el mateix any la lliurà en concepte d'administració de fruits als mercaders Martí Feliu, Antoni Marcel i a Antoni Domenge, escrivà major de la Cúria del Pariatge, atès que els devia més de 3.500 lliures. El 1818 era propietat de Jeroni Morell, tenia 885 quarterades i estava valorada en 86.450 lliures. El 1863 pertanyia a Faust Morell Orlandis, marquès de Solleric i tenia 842 quarterades. El 1910 fou adquirida per Manuel Salas. El 1966 la propietat passà a la família Gilet, actual propietària.

## Les cases

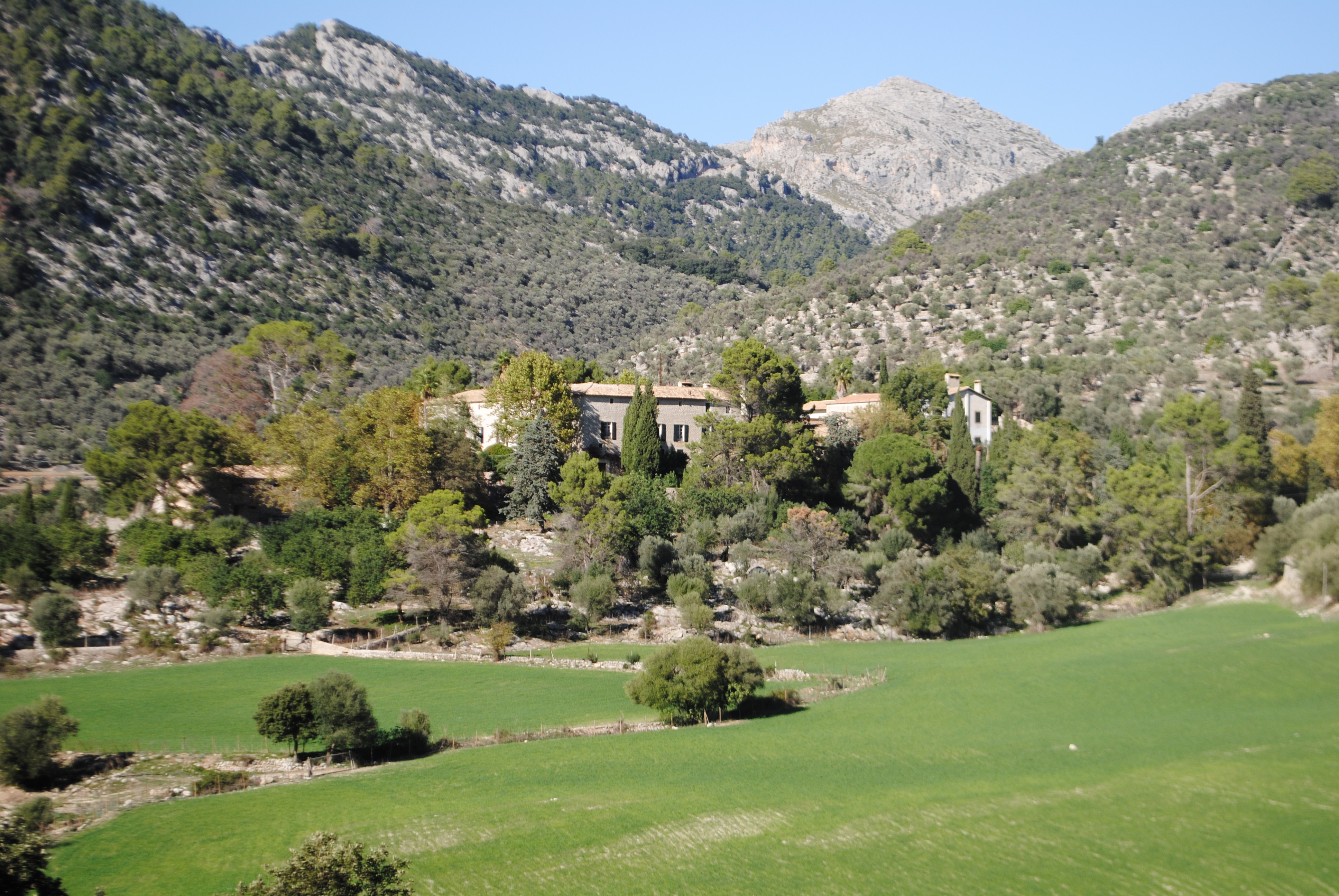
Cases de Solleric, amb els Tossals Verds al fons

El 1694 les cases ja estaven luxosament moblades i amb una col·lecció de pintures de temes religiosos i de paisatges. L'Arxiduc Lluís Salvador escrigué: "El casal de Solleric, amb plàtans a davant, pertany als Morell; una calçada hi puja. La casa està construïda amb maons rectangulars de marès; té un portal d'arc rodó i set finestres a la façana, dues amb balcó per damunt el portal i finestres petites rectangulars a baix. En direcció a Alaró té sis finestres de façana i finestres de golfes, al cantó hi ha un rellotge de sol. Per damunt l'entrada hi ha un escut d'armes; un altre està sobre el portal quadrangular de la capella."
El portal exterior està format per un arc carpanell rebaixat amb brancals i motllures. Unes escales situades en el lateral dret del vestíbul baixen a la capella. El conjunt s'organitza entorn d'un pati empedrat, que actua de distribuïdor de les cases dels senyors, de tres pisos, de la dels amos o arrendataris de la finca, de la tafona, de la capella (amb inscripció de 1713) i les dependències agràries, en l'actualitat rehabilitades.
Davant la façana principal hi ha un jardí i una font. Des del jardí surt una escala exterior amb escalons i barana de pedra que arriba fins a la façana exterior. A la barana hi ha un escut, que du la data de 1901.
Annex al lateral del portal fora s'hi troba el celler, que conserva botes de vi i àmfores. El portal del celler s'obre amb un arc rebaixat. El terra és de pedra original. A la part posterior de les cases hi ha els estables (1929) i un forn. Compta amb una cisterna, un safareig quadrangular i l'aljub situat a la part posterior de la casa.

### La tafona
Des del pati, a través d'un portal allindanat, s'accedeix a la tafona, que va funcionar fins a la dècada dels vuitanta del segle xx, i conserva alguns dels elements tradicionals, a pesar d'haver estat mecanitzada ja en el segle xix. L'Arxiduc la descrigué com una doble tafona amb dues bigues cada una. A hores d'ara es divideix en dues sales: a la primera s'hi troba la maquinària i és a on s'hi molia i es premsava, a la segona hi ha els antics depòsits on se seleccionava l'oliva i es decantava l'oli.

### La capella
El 1694 ja es documenta una capella amb olis que representaven Santa Teresa, Maria Santíssima i Sant Josep. Aquesta és bastant espaiosa; té un arc al mig i una doble volta de creu, una capella d'altar major ovalada, així com un escut d'armes sobre l'altar i, a la volta i a les parets, pintures rococó al fresc deteriorades per l'acció del temps; sobre l'entrada hi ha una petita galeria. L'actual capella de Solleric compta amb un escut d'armes sobre el portal principal. Es tracta d'una sola nau, amb absis semicircular que acull un retaule barroc de fusta. L'oratori està ornamentat amb pintures al fresc amb decoració barroca i un orgue sobre el cor.

## Agregats

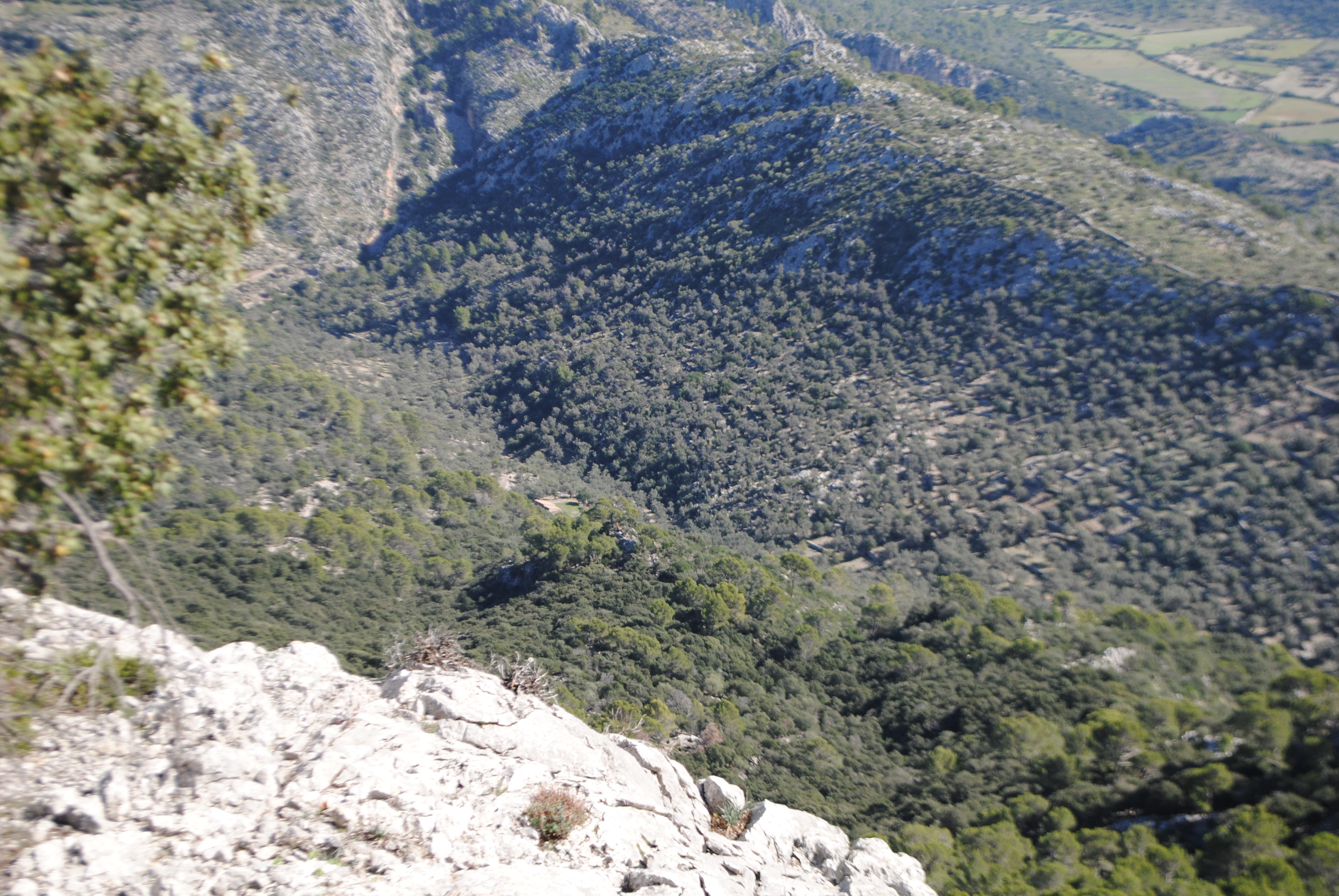
Pinars i olivars de ses cases Noves

Des de 1543 Oliclar i Solleric pertanyen a la família Reus de Solleric. El 1694 consta com a pertinença de Solleric la possessió de la Casa Nova. Abans, com hem dit, ja havia integrat la possessió d'Oliclar. Finalment incorporà sa Font Figuera.

## Usos i activitats econòmiques
Antigament va tenir vinya i celler. L'activitat més important al llarg dels segles ha estat la producció d'oli. L'any 1667, amb Oliclar, feia un esplet d'oliva valorat en 875 lliures. A principis del segle XX la producció mitjana d'oli es calculava entre els 120.000 i els 144.000 litres. A Solleric es produïa hortalissa i verdura en una quantitat important. Dins els horts de la possessió, antigament, hi feien feina mitja dotzena d'hortolans de cap a cap d'any. També va ser important la ramaderia. L'any 1623 la guarda era de 510 ovelles i s'arrendava amb les pastures, a part de la possessió, per una renda de 107 lliures, 2 quintars de formatge, sis anyells, la llet de tres dies cada setmana i una gerra de mantega. Va destacar en la criança de muls somerins. Durant la dècada de 1940 va ser pionera en la inseminació artificial d'equins, gràcies a l'impuls de Josep Cifre Cerdà, que organitzà un petit laboratori a Solleric mateix. Per un escrit presentat al batle d'Alaró, sabem de la construcció d'una fàbrica de sabó fort a Solleric el 1776. També ha estat important tradicionalment l'extracció de pedra. Part de les façanes del nucli antic d'Alaró i el retaule major de l'església de Sant Bartomeu d'aquesta vila s'han fet amb aquesta pedra de Solleric.

## Llocs d'interès

### Colls de tords
En Colau Pelut, En Domàtiga, n'Aladern, es Frare, Oliveres, l'amo en Canal, es de sa Criada, es de l'amo a sa Rota d'en Fava, es des Garriguer, es d'en Sardina, es d'en Bosc, en Gariny, es Foradet, es Cartutxo, es Pastor, es de s'Hortolà, es Didot, sa Passadora, es d'en Seguí, es Pas de s'Estaló, en Joanet, sa Madona, en Mendola, es Forat, es Carreter, s'Alzineta, es Penyeta, es Porquer, sa Forastera, en Pollencí, na Paula, es de sa Saqueta, es Palco, en Somegat, en Borinet, en Joan des Tessols Verds, na Tonina, en Fava, es de Baix des Pi, s'Aumangra, es Batle, tres en els Aljupets, en Cometa, es de sa Bardissa, es de s'Alzina, es de sa Paret, es des Freu, sa Rota Llarga, es d'en Llana, es d'en Terrassa, es Correc, en Quil i es Puput.

### Jaciments arqueològics
- Cova de sa Font Figuera / Cova des Ossos. Situada en el coster occidental del Puig de s'Alcadena, ben davant les cases de s'Olivaret i dins la possessió de sa Font Figuera (ara integrada dins Solleric). Cristòfol Veny hi va fer una prospecció el 1948, replegant materials pretalaiòtics. Hi troba nombrosos punxons de bronze, botons d'os de perforació en V, plaquetes triangulars del mateix material i fragments de vasos bitroncocònics.[18]
- Restes prehistòriques de Solleric / Coll d'Orient, Restes prehistòriques en mal estat de conservació.

## Topònims
| Tanca dets Alfeus Ets Aljupets Torrent d'Almadrà Cova des Coloms Sa Balma Rosa Es Barranc Es Bufador Camí de sa Casa Nova Sa Casa Nova Es Clots Sa Coa de sa Rata Es Colls Sa Cometa Sa Corona Puig de sa Corretja Coma de ses Egos Sementer d'Enmig Tanca de s'Era Rota de ses Faves Sa Font Figuera Font Figuera Es Foradet Sa Ginebrissa Font de sa Gruta Pla de s'Homonot S'Hort Ses Indietes | Gorg de na Maria Rota des Misser Puig de Mors Salt des Negre Comellar des Noguers Saragall d'Oliclar Oliclar Font d'Oliclar Tanca de ses Oliveres Joves Sementer de s'Ombra Tanca dets Oms Torrent Pregon Es Passeig Comellar de sa Pedruscada Font des Pi Comellar des Pi Gros Torrent de sa Plana Pla des Pou Es Reposador Ses Roques Pelades Sa Rota Puig de Sant Miquel Es Sementeret Sementer des Sol Penyal Vermell Font des Verro Sa Voltonera |